# Koninklijke Landmacht
Koninklijke Landmacht (Królewska Armia Holenderska) – wojska lądowe Holandii, będące częścią Holenderskich Sił Zbrojnych. W 2011 roku liczba żołnierzy pełniących służbę w holenderskiej armii wynosiła ok. 26 000.
Holenderscy żołnierze uczestniczyli m.in. w II wojnie światowej (1940-1945), w konflikcie na terenie Holenderskich Indii Wschodnich (1945-1949), w II wojnie w Zatoce Perskiej (2003-2005) oraz w interwencji w Afganistanie (2001-2010).
Koninklijke Landmacht składa się obecnie z trzech brygad, rozmieszczonych wokół miejscowości Havelte, Arnhem i Oirschot. Wojska lądowe nie dysponują własnym lotnictwem, główne wyposażenie stanowią 193 bojowe wozy piechoty CV9035NL, 568 transporterów opancerzonych YPR-765 (wariant M113), 200 kołowych transporterów Boxer, 18 samobieżnych haubic Panzerhaubitze 2000 oraz 200 specjalistycznie wyposażonych wozów Fennek. Na wyposażeniu jest także 8000 ciężarówek DAF i 4000 samochodów terenowych Mercedes-Benz klasy G.
W 2011 roku, w ramach planu oszczędnościowego, ze służby wycofano ostatnie z czołgów Leopard 2A6 – z 445 wyprodukowanych na licencji czołgów większość sprzedano do Austrii, Finlandii, Kanady, Norwegii i Portugalii.